# Diglycéride
Pour les articles homonymes, voir DAG.

1-palmityl-2-oléylglycérol.

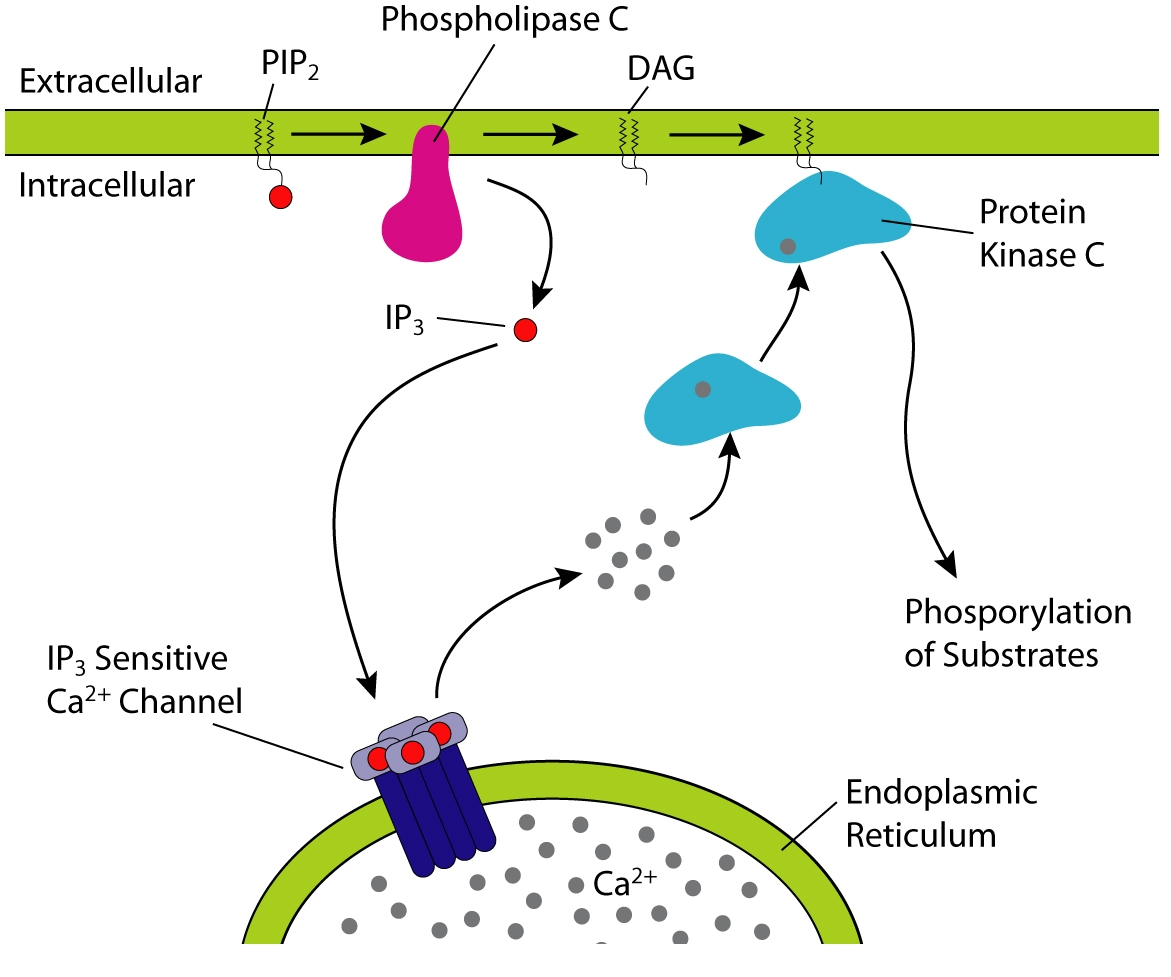
Le clivage du en et DAG par la PLC accroît la concentration intracellulaire de Ca^{2+} et active la PKC.

Glycérol-3-phosphate.

Un diglycéride, ou diacylglycérol (DAG), est un glycéride formé de deux résidus d'acide gras liés de façon covalente à un résidu de glycérol en formant des esters. On observe une multitude de combinaisons d'acides gras estérifiant les hydroxyles des carbones 1 et 2 du glycérol, mais il s'agit en général d'un acide gras saturé sur le carbone 1 et d'un acide gras insaturé sur le carbone 2, à l'image du 1-palmityl-2-oléylglycérol représenté ci-contre, formé respectivement d'un résidu d'acide palmitique et d'un résidu d'acide oléique.
Dans les processus de signalisation cellulaire, les diglycérides interviennent comme messagers secondaires de la signalisation lipidique. Ils résultent de l'hydrolyse de phosphatidylinositol-4,5-bisphosphate (PIP2) par la phospholipase C (PLC), une enzyme de la membrane cellulaire, qui libère ce faisant de l'inositol trisphosphate (IP3). Ce dernier est dissous dans le cytosol et diffuse dans la cellule tandis que le DAG demeure dans la membrane plasmique en raison de sa nature aliphatique. L'IP3 stimule la pénétration des cations Ca2+ dans la cellule depuis le réticulum endoplasmique tandis que le DAG est un activateur physiologique de la protéine kinase C (PKC). La production de DAG dans la membrane facilite la translocation de la PKC depuis le cytosol vers la membrane plasmique.
La biosynthèse des diglycérides part du glycérol-3-phosphate, lui-même dérivé principalement de la dihydroxyacétone phosphate issue de la glycolyse, essentiellement dans le cytoplasme des cellules du foie et des adipocytes. Le glycérol-3-phosphate est tout d'abord acylé par une acyl-CoA pour former un acide lysophosphatidique, lui-même acylé une seconde fois par une acyl-CoA pour donner un acide phosphatidique. Ce dernier est alors déphosphorylé en diglycéride. Cette biosynthèse via l'acide phosphatidique explique pourquoi les diglycérides sont généralement formés d'un résidu d'acide gras saturé sur le carbone 1 du glycérol et d'un acide gras insaturé sur le carbone 2.
Les diglycérides sont les précurseurs des triglycérides, formés par l'addition d'un troisième acide gras à la molécule de diglycéride sous l'action de la diglycéride acyltransférase.